# Tr16-244
Tr16-244 – gwiazda potrójna znajdująca się w gwiazdozbiorze Kila, położona około 7500 lat świetlnych od Słońca.
Układ składa się z gwiazdy podwójnej, której składniki położone są tak blisko, że zanim wykonano zdjęcia Kosmicznym Teleskopem Hubble’a uważano, że jest to gwiazda pojedyncza, oraz trzeciego składnika, który okrąża układ podwójny w znacznej odległości – jego okres orbitalny wynosi dziesiątki lub setki tysięcy lat.
Gwiazda ta należy do gromady otwartej Trumpler 16 wewnątrz Mgławicy Carina.